# Alfred Lanzon
Alfred J. Lanzon (ur. 18 listopada 1916, zm. 2 czerwca 1979) – maltański piłkarz wodny, olimpijczyk.
W 1936 roku wystąpił wraz z drużyną na igrzyskach w Berlinie (były to jego jedyne igrzyska olimpijskie). Podczas tego turnieju zagrał we wszystkich trzech spotkaniach fazy grupowej. Maltańscy waterpoliści przegrali jednak wszystkie trzy mecze (2–8 z Brytyjczykami, 0–12 z przyszłymi mistrzami olimpijskimi oraz 0–7 z Jugosławią). Drużyna z Malty zajęła więc ostatnie miejsce w grupie.
W 1933 roku wraz z klubem Neptunes WPSC zdobył mistrzostwo Malty.